# Papeete
Papeete (Pape’ete en tahitià normalitzat, que significa "cistell d'aigua") és la ciutat principal de l'illa de Tahití i la més gran de la Polinèsia Francesa, d'on n'és la capital. Hom hi pot trobar el port més gran i important de tota la Polinèsia Francesa. Igualment, la ciutat allotja les grans institucions polítiques del territori, com l'Assemblea de la Polinèsia Francesa, el Govern de la Polinèsia Francesa o l'Alt Comissariat de la República a la Polinèsia Francesa.

## Geografia
Al seu voltant hi ha les comunes de Pirae, Faaa (o Fa’a’a en tahitià normatiu) i Punaauia. L'aglomeració de Papeete compta amb 7 comunes (Arue, Faa'a, Mahina, Paea, Papeete, Pirae i Punaauia).
La vila de Faaa allotja l'aeroport internacional de Tahití, que és el més important de tota la Polinèsia Francesa i la Universitat de la Polinèsia Francesa, l'única institució educativa superior de tot el país.

## Administració
| Període   | Identitat         | Partit |
| --------- | ----------------- | ------ |
| 1890-1917 | François Cardella |        |
| 1917-1920 | Lucien Sigogne    |        |
| 1920-1922 | Hyppolite Malarde |        |
| 1922-1933 | Fernand Cassiau   |        |
| 1933-1941 | Georges Bambridge |        |
| 1941-1942 | Leonce Brault     |        |
| 1942-1966 | Alfred Poroi      |        |
| 1966-1977 | Georges Pambrun   |        |
| 1977-1993 | Jean Juventin     | RDPT   |
| 1993-1995 | Louise Carlson    |        |
| 1995-     | Michel Buillard   | UMP    |

## Història
La ciutat de Pape’ete fou fundada pel missioner britànic William Crook el 1818. El 1820 la jove reina Pōmare IV hi traslladà la cort, per tal com s'estava convertint, gràcies a la seva badia, en l'entrada d'estrangers a l'illa. Quan el Regne de Tahití es convertí en protectorat francès el 1842, la ciutat esdevingué la capital de facto de totes les possessions franceses a la Polinèsia. Amb la conversió en colònia el 1880, Pape’ete passà a ésser-ne la capital de dret.
En un altre ordre de les coses, en tant que la ciutat era porta d'entrada de la Polinèsia Francesa, rebé la visita de bona part dels intel·lectuals i artistes estrangers que hi passaren: Herman Melville el 1842, Paul Gauguin el 1891 i Robert Louis Stevenson i Henry Adams al mateix any.

## Galeria

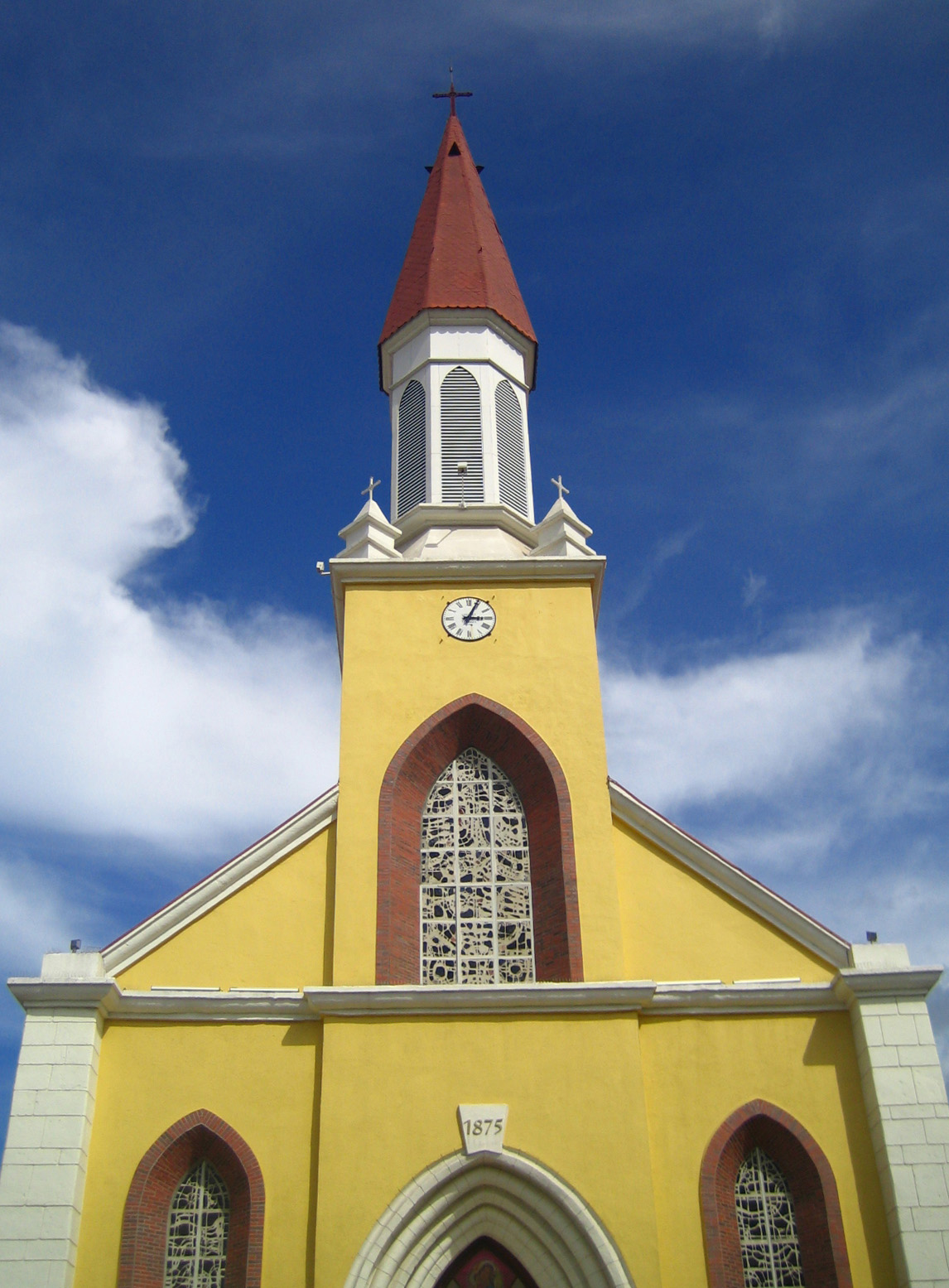
Catedral
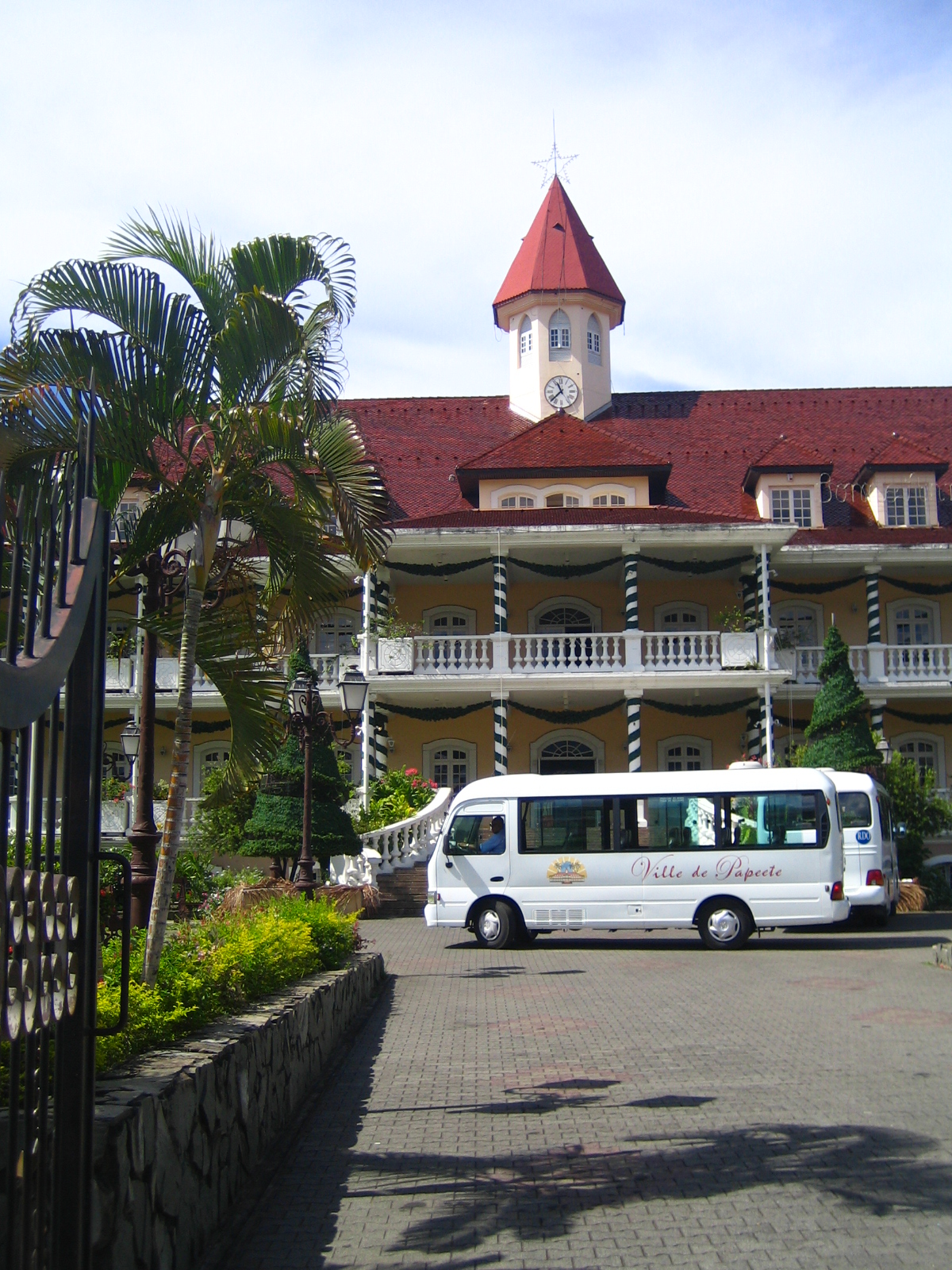
Ajuntament de Pape’ete
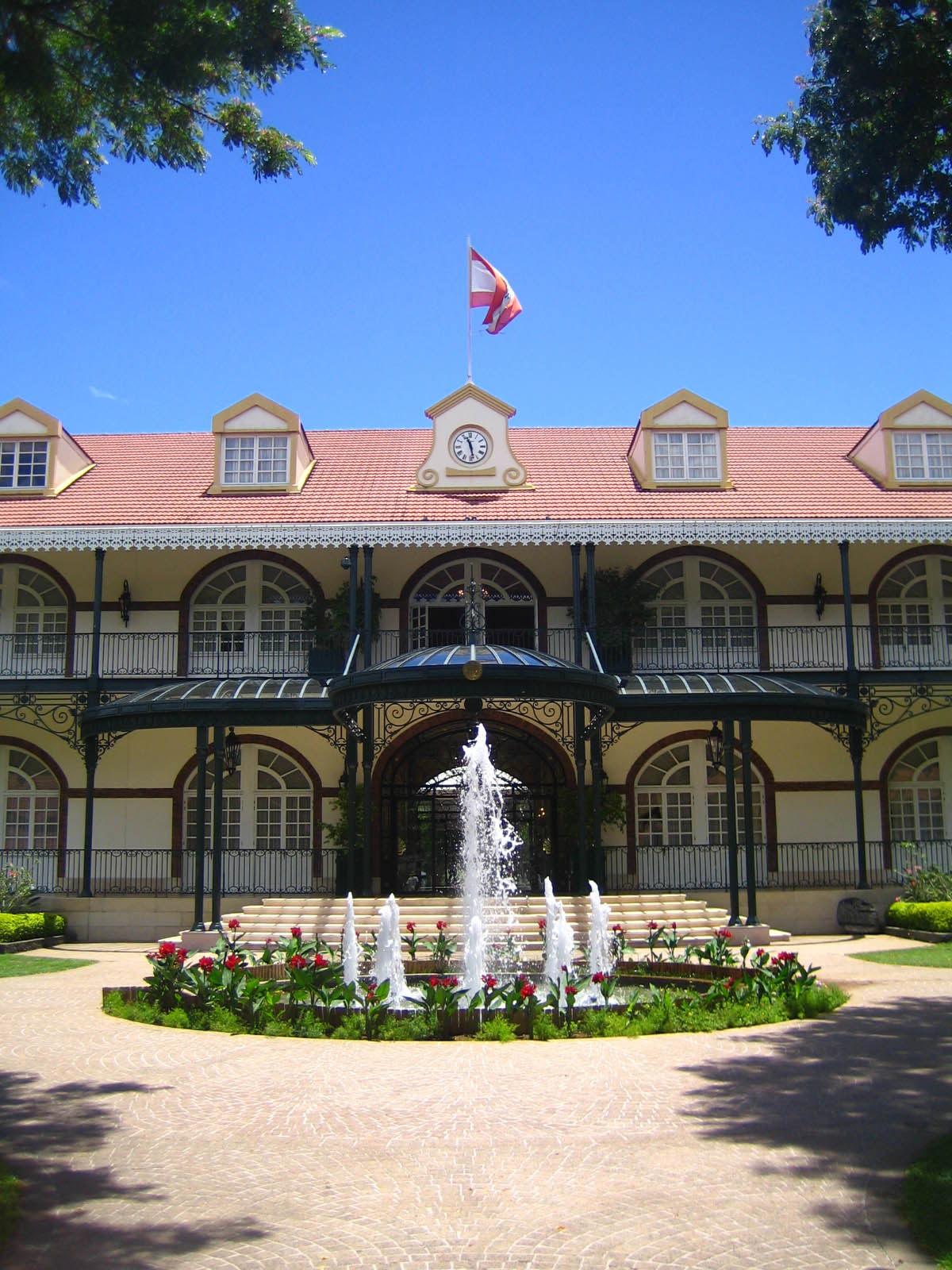
Presidència del Govern de la Polinèsia Francesa

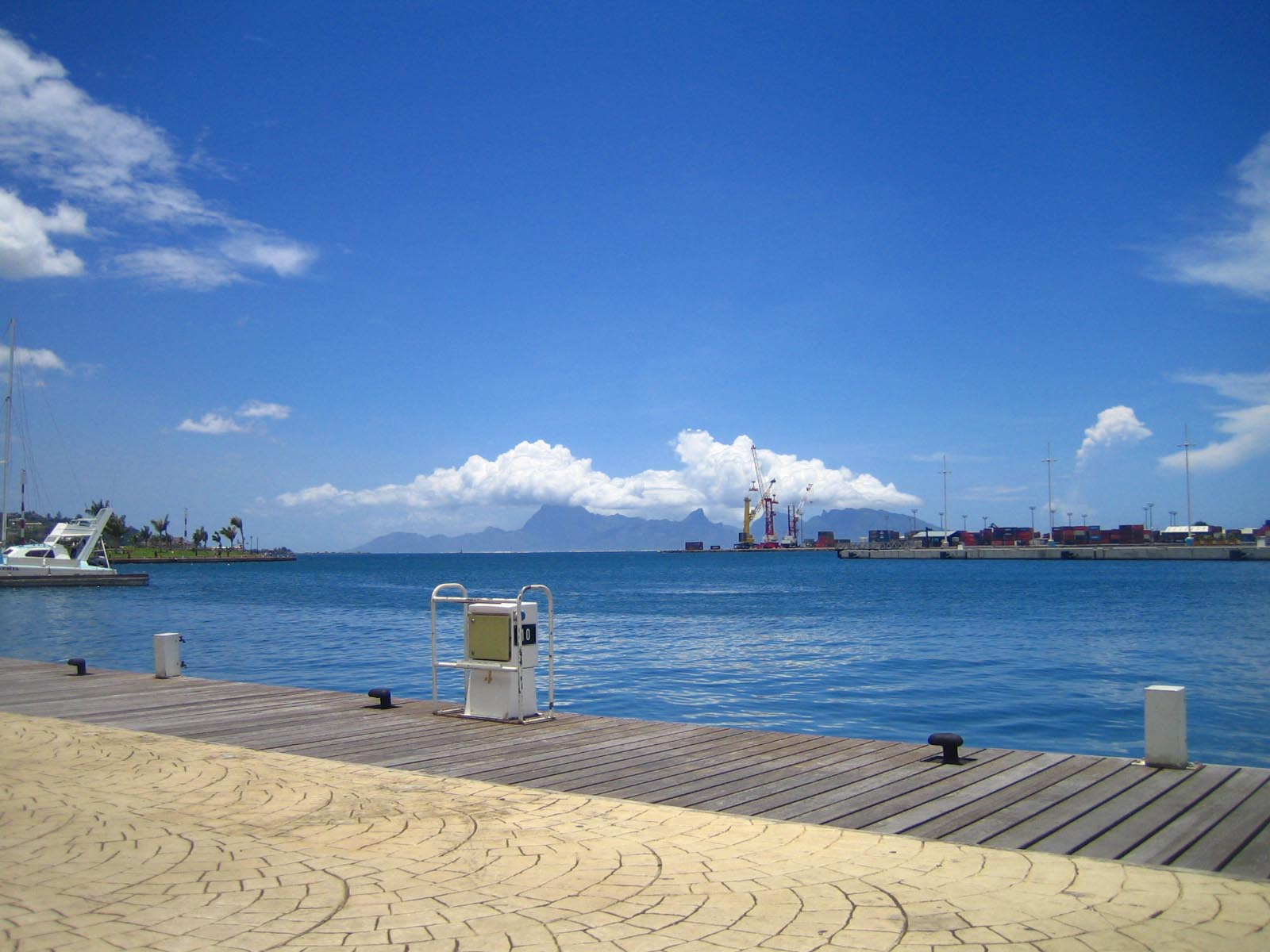
Port
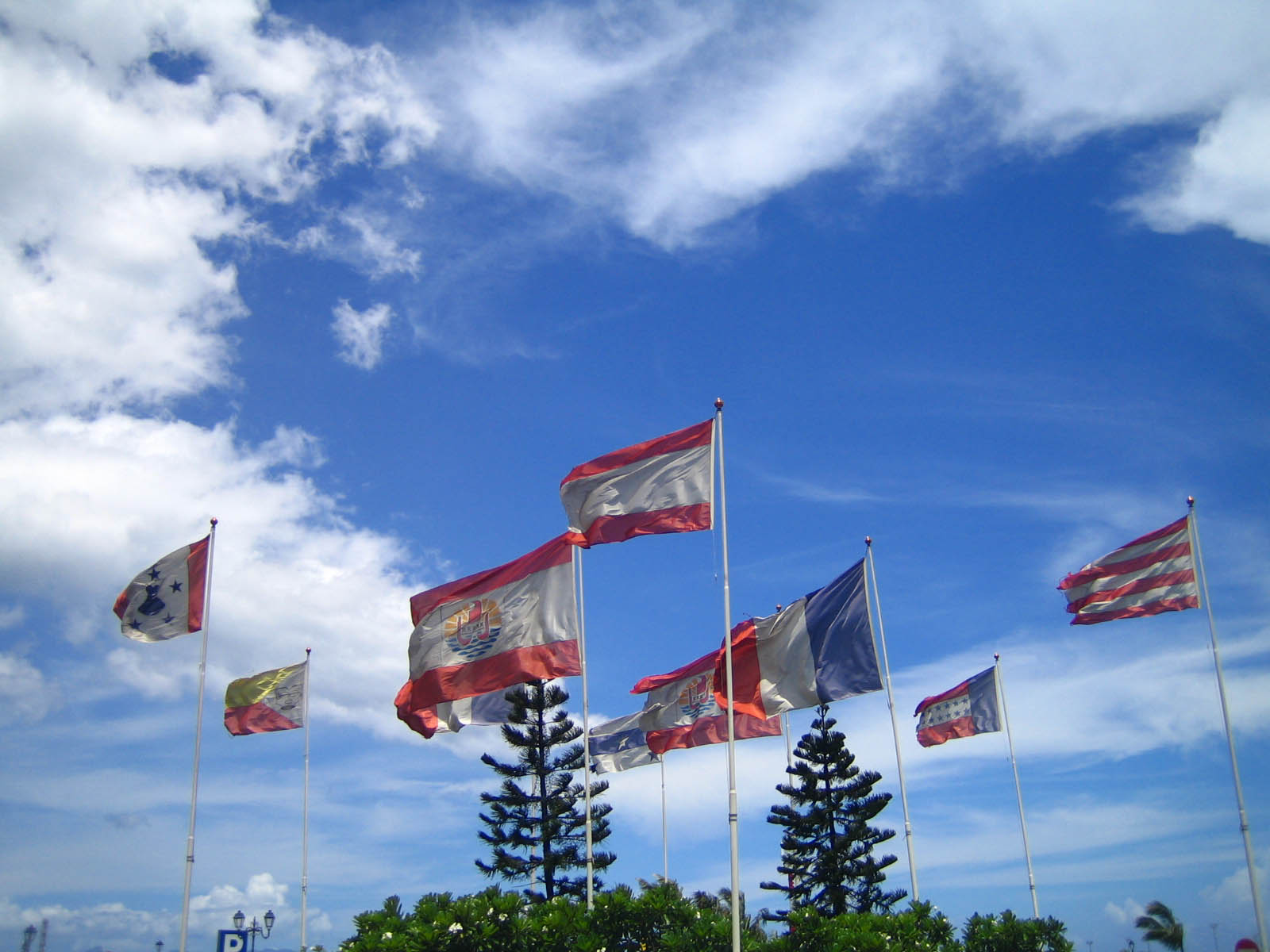
Banderes dels arxipèlags
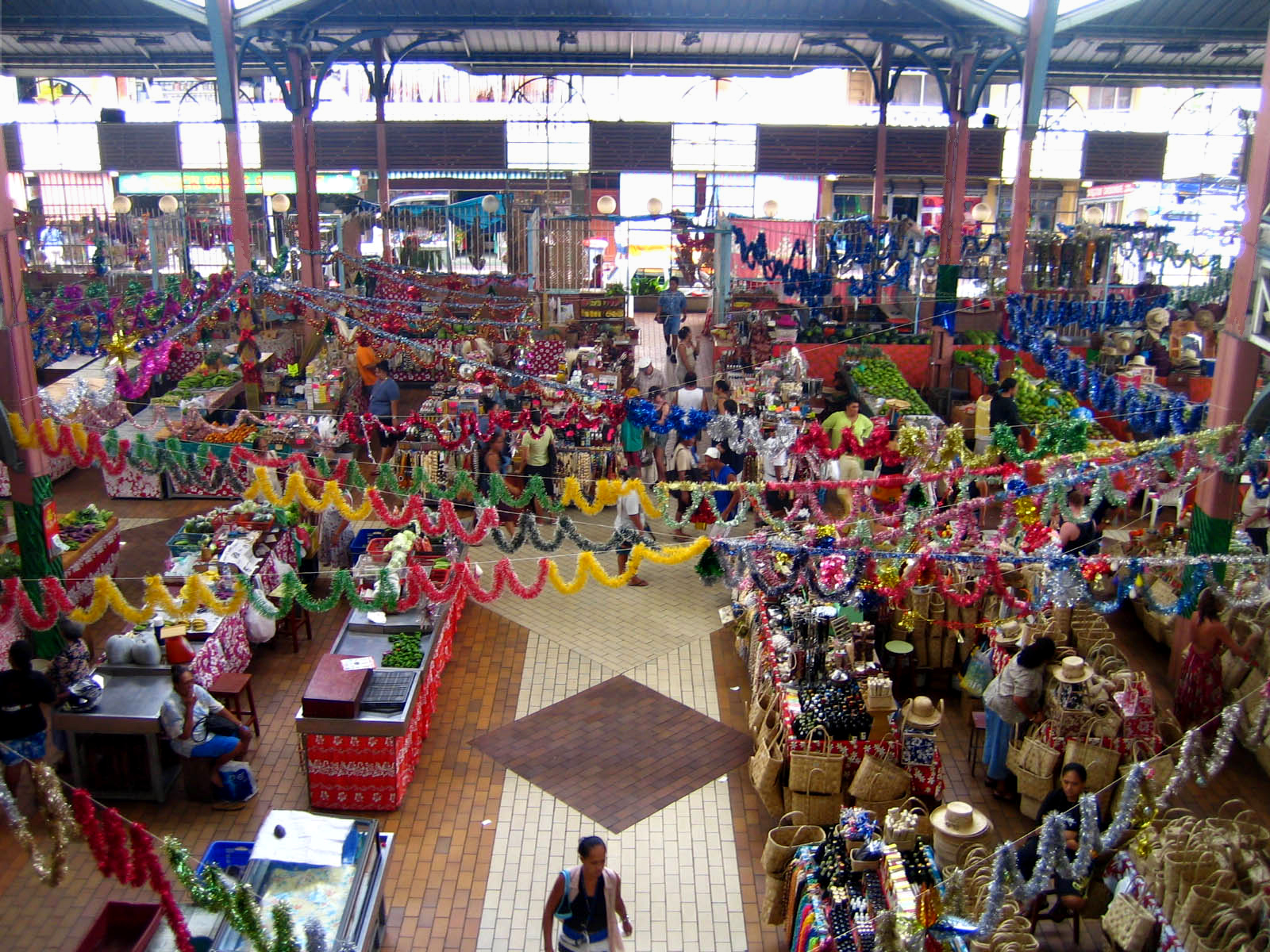
Mercat

## Agermanaments
- Niça